# 迪姆蒂根
迪姆蒂根（德語：Diemtigen）是瑞士的城鎮，位於該國中部，由伯恩州負責管轄，面積129.97平方公里，五成土地是農地，海拔高度609米，2011年人口2,138，人口密度每平方公里16人。

## 外部連結
- Official website （页面存档备份，存于）
- 迪姆蒂根在線上《瑞士歷史辭典》中的德文、法文或版詞條。